# Ahmet Arslan
Ahmet Arslan (Memmingen, 30 maart 1994) is een voetballer met zowel de Duitse als de Turkse nationaliteit die doorgaans als aanvallende middenvelder speelt. In juli 2024 maakte hij de overstap van 1. FC Magdeburg naar Rot-Weiss Essen.

## Clubloopbaan

### Jeugd
Arslan begon met voetballen bij TSV Ottobeuren waarna hij na zijn verhuizing naar Lübeck bij verschillende verenigingen in de Hanzestad ging spelen. Vanuit de B-junioren bij TSV Siems kwam hij in de A-junioren bij VfB Lübeck terecht. In het seizoen 2012/13 maakte hij voor de eerste keer zijn opwachting bij de senioren.

### VfB Lübeck
Arslan speelde twee volledige seizoenen bij VfB Lübeck. Op 21 oktober 2012 maakte hij als A-junior in de Regionalliga Nord zijn eerste speelminuten bij de senioren. Trainer Ramazan Yildirim bracht hem tijdens de wedstrijd tegen FC Oberneuland in de 85e minuut in de ploeg. Kort daarop tekende hij zijn eerste contract met een looptijd van twee jaar tot 2014. In seizoen 2013/14 maakte hij de overstap naar de senioren die vanwege degradatie uitkwamen in de Oberliga Schleswig-Holstein. In de vierde competitiewedstrijd maakte hij zijn eerste doelpunt bij de senioren. Tijdens de met 1-3 gewonnen uitwedstrijd tegen PSV Neumünster maakte hij in de 88e minuut het derde doelpunt. Op 30 maart werd hij tijdens de uitwedstrijd tegen Flensburg 08 met twee keer geel voor de eerste keer in zijn nog jonge profloopbaan uit het veld gestuurd. Mede door 19 doelpunten van zijn voet werd Lübeck zonder één keer te verliezen kampioen. Tijdens de promotiewedstrijden speelde Arslan met doelpunten tegen FT Braunschweig (2x) en Bremer SV (1x) een belangrijke rol waardoor Lübeck na één seizoen weer terugkeerde naar de Regionalliga Nord. Na dit seizoen maakte hij de overstap naar Hamburger SV.

### Hamburger SV
Arslan kwam in het tweede elftal van de Noord-Duitse club terecht waar hij op 26 juli 2014 zijn debuut maakte in de Regionalliga Nord tegen Goslarer SC. In het met 0-4 gewonnen duel liet trainer Josef Zinnbauer hem in de basis starten waarna hij in de 27e minuut zijn eerst doelpunt in het shirt van Hamburger SV maakte. Hij kende een succesvol eerste seizoen (2014/15) met 19 doelpunten en waarin hij maar twee wedstrijden ontbrak als gevolg van een schorsing door een rode kaart. Zijn goede spel werd beloond doordat hij in de winterstop mee mocht op trainingskamp naar Dubai. In zijn tweede seizoen (2015/16) kwam Arslan wederom in het tweede elftal waarin hij aanvoerder werd. Daarnaast trainde hij regelmatig met de eerste selectie mee. Op 23 oktober zat hij voor de eerste keer op de bank bij het eerste elftal tijdens de uitwedstrijd tegen TSG 1899 Hoffenheim. Hij kwam niet in actie in het PreZero Arena. Ruim een maand later maakte hij op 28 november 2015 tijdens de met 1-3 gewonnen uitwedstrijd tegen Werder Bremen zijn debuut in de Bundesliga in het eerste elftal. Hoofdcoach Bruno Labbadia liet hem in de laatste minuut van de wedstrijd invallen voor Ivo Iličević. Omdat zijn contract niet werd verlengd vervolgde hij zijn weg naar het in de 3. Liga spelende VfL Osnabrück.

### VfL Osnabrück
Arslan speelde twee seizoenen bij VfL Osnabrück waar hij in juni 2016 een tweejarig contract ondertekende. Hij maakte op 10 augustus 2016 zijn debuut tijdens de uitwedstrijd tegen het tweede elftal van 1. FSV Mainz 05. Trainer Joe Enochs bracht hem in de rust in de ploeg voor Kwasi Wriedt. Arslan maakte op 10 februari in de thuiswedstrijd tegen hetzelfde Mainz zijn eerste doelpunt voor Osnabrück. In het met 1-2 verloren duel bracht hij zijn ploeg na een voorzet van Jules Reimerink op een 1-0 voorsprong. In de competitie lukte het hem niet om een basisplaats te veroveren. Dit was wel het geval tijdens de wedstrijden voor de regionale beker. Mede door een doelpunt van zijn voet in de halve finale tegen Arminia Hannover werd de eindstrijd van de Niedersachsenpokal gehaald. Daarin werd door een doelpunt van Steffen Tigges met 1-0 gewonnen van Lüneburger SK Hansa.
In zijn tweede seizoen (2017/18) speelde Arslan zich in de basis. Hetgeen niet veranderde nadat Enochs wegens tegenvallende resultaten werd vervangen door jeugdtrainer Daniel Thioune. In de de halve finale van Niedersachsenpokal tegen Drochtersen/Assel ging het mis tussen Arslan en Thioune toen hij met een Panenka-strafschop tijdens de penaltyserie miste. Arslam werd disciplinair geschorst en hij kwam de rest van het seizoen niet meer in actie. Wegens zijn aflopende contract was dit tevens zijn laatste wedstrijd en keerde hij weer terug naar de in de Regionalliga Nord spelende VfB Lübeck.

### Terugkeer naar VfB Lübeck
In de zomer van 2018 tekende Arslan bij VfB Lübeck een contract tot 2020. In zijn eerste seizoen (2018/19) pakte hij de draad weer op waar hij vier jaar geleden gebleven was. Hij speelde 31 competitiewedstrijden waarin hij 13 maal het net wist te vinden. Arslan eindigde met Lübeck op de tweede plaats. In zijn tweede seizoen (2019/20) werd Arslan mede door 16 doelpunten van zijn voet kampioen in de Regionalliga Nord waardoor Lübeck promoveerde naar de 3. Liga. Arslan maakte dit niet meer mee omdat hij zijn loopbaan voortzette bij de in de 2. Bundesliga spelende Holstein Kiel.

### Holstein Kiel
In juni 2020 tekende Arslan een vierjarig contract bij Holstein Kiel. Op 18 oktober 2020 maakte hij zijn eerste minuten voor Kiel tijdens de met 0-2 gewonnen uitwedstrijd tegen Würzburger Kickers. Trainer Ole Werner bracht hem in blessuretijd in het veld voor Jonas Meffert. Het lukte hem niet om in zijn eerste seizoen (2020/21) een vaste basisplaats te veroveren. Zijn rol bleef beperkt bijna het gehele seizoen tot invaller. Tijdens zijn invalbeurt in de met 1-2 verloren wedstrijd tegen VfL Osnabrück maakte hij op 3 januari zijn eerste doelpunt in het shirt van Kiel. In de 93e minuut maakte hij na een voorzet van Finn Porath de 1-2. Tijdens de 30e competitieronde op 4 mei stond Arslan tijdens de thuiswedstrijd tegen SV Sandhausen voor de eerste keer in de basis. Na 69 minuten werd hij gewisseld voor Alexander Mühling. Kort daarop scheurde hij tijdens de wedstrijd tegen Hannover 96 zijn kruisband in zijn linkerknie waardoor hij de rest van het seizoen niet meer in actie kwam. Zijn revalidatie nam lange tijd in actie waardoor hij de eerste competitiehelft van zijn tweede seizoen (2021/22) bij Kiel moet missen. Op 25 februari maakte hij zijn comeback tijdens de uitwedstrijd tegen uitgerekend Hannover 96. De sinds de start van dit seizoen gekomen nieuwe trainer Marcel Rapp liet hem in het HDI-Arena in de 77e minuut invallen voor Philipp Sander. Na zijn terugkomst lukte het hem wederom niet om een basisplaats te veroveren. Arslan besloot om zich voor het seizoen 2022/23 te verhuren aan het in de 3. Liga spelende Dynamo Dresden. Na een succesvolle uitstap in Dresden met 25 doelpunten besloot hij Kiel te verlaten en voor zijn kansen te gaan bij het eveneens in de 2. Bundesliga spelende 1. FC Magdeburg.

#### Verhuur aan Dynamo Dresden
In de zomer van 2022 maakte Dynamo Dresden bekend dat het Arslan voor het seizoen 2022/23 huurde van Holstein Kiel.  Vanaf de eerste competitiewedstrijd was hij basisspeler in het elftal van trainer Markus Anfang. Op 30 juli 2022 maakte in de met 3-4 verloren thuiswedstrijd tegen 1860 München zijn debuut bij Dresden. Anfang liet hem in de basis starten en haalde hem na 79 minuut van het veld voor Patrick Weihrauch. In de derde competitieronde maakte hij zijn eerste doelpunt in het shirt van Dresden tijdens de met 2-0 gewonnen thuiswedstrijd tegen SC Verl. Na een voorzet van Jonathan Meier maakte hij in de 43e minuut de 1-0. Het hek was daarna van de dam Arslan maakte 25 doelpunten en had daar 36 wedstrijden voor nodig. Hij werd hiermee topscorer van de 3. Liga.  Aan het einde van het seizoen keerde hij terug naar Kiel.

### 1. FC Magdeburg
Arslan maakte in de zomer van 2023 de overstap naar 1. FC Magdeburg. Tijdens de openingswedstrijd van de competitie maakte hij zijn eerste speelminuten voor de club uit het voormalige Oost-Duitsland. In de uitwedstrijd tegen Wehen Wiesbaden bracht trainer Christian Titz hem in de 72e minuut in de ploeg voor Amara Condé. Drie weken later maakte hij in de uitwedstrijd tegen zijn voormalige werkgever Holstein Kiel zijn eerste doelpunt in het shirt van Magdeburg. In de 91e minuut bracht hij na een voorzet van Baris Atik de 2-4 eindstand op het scorebord. Arslan had moeite om een vaste basisplaats te veroveren waardoor hij zich in de winterstop voor de tweede keer liet verhuren aan het nog steeds in de 3. Liga spelende Dynamo Dresden. Vanwege het gebrek aan speeltijd liet hij na terugkomst uit Dresden zijn contract ontbinden en maakte hij de overstap naar Rot-Weiss Essen.

#### Verhuur aan Dynamo Dresden (2x)
Op 4 februari 2024 maakte Arslan zijn comeback bij Dresden tijdens de uitwedstrijd tegen FC Ingolstadt 04. Trainer Anfang bracht hem in de rust in de ploeg. In zijn tweede verblijf in Dresden bleven de doelpunten uit en verdween hij richting het einde van het seizoen naar de reservebank. Wegens de tegenvallende resultaten werd Anfang vijf wedstrijden voor het einde ontslagen en vervangen door het duo Ulf Kirsten en Heiko Scholz. Ook onder de nieuwe trainers bleef hij wisselspeler. Aan het einde van het seizoen keerde hij terug naar Magdeburg.

### Rot-Weiss Essen
In de zomer van 2024 ondertekende Arslan een contract tot 2026 bij de in de 3. Liga spelende club uit Essen. Op 3 augustus maakte hij in de thuiswedstrijd tegen Alemannia Aachen onder trainer Christoph Dabrowski zijn basisdebuut. Tijdens de zesde competitieronde op 21 september maakte hij tijdens de met 2-2 gelijkgespeelde uitwedstrijd tegen FC Ingolstadt 04 zijn eerste doelpunt in het shirt van Essen. In de 60e minuut zette hij zijn ploeg uit een strafschop op een 1-2 voorsprong. Wegens een schoring van vaste aanvoerder Michael Schultz droeg hij op 8 december voor de eerste keer in zijn carrière de aanvoerdersband.

## Clubstatistieken
| Seizoen                         | Club             | Competitie                  | Competitie | Competitie | Beker | Beker | Internationaal | Internationaal | Overig | Overig | Totaal | Totaal |
| Seizoen                         | Club             | Competitie                  | Wed.       | Dlp.       | Wed.  | Dlp.  | Wed.           | Dlp.           | Wed.   | Dlp.   | Wed.   | Dlp.   |
| ------------------------------- | ---------------- | --------------------------- | ---------- | ---------- | ----- | ----- | -------------- | -------------- | ------ | ------ | ------ | ------ |
| 2012/13                         | VfB Lübeck       | Regionalliga Nord           | 2          | 0          | 0     | 0     | 0              | 0              | 0      | 0      | 2      | 0      |
| 2013/14                         | VfB Lübeck       | Oberliga Schleswig-Holstein | 30         | 19         | 0     | 0     | 0              | 0              | 2      | 3      | 32     | 22     |
| 2014/15                         | Hamburger SV II  | Regionalliga Nord           | 32         | 19         | 0     | 0     | 0              | 0              | 0      | 0      | 32     | 19     |
| 2015/16                         | Hamburger SV II  | Regionalliga Nord           | 31         | 13         | 0     | 0     | 0              | 0              | 1      | 0      | 32     | 13     |
| 2016/17                         | VfL Osnabrück    | 3. Liga                     | 23         | 2          | 0     | 0     | 0              | 0              | 3      | 1      | 26     | 3      |
| 2017/18                         | VfL Osnabrück    | 3. Liga                     | 26         | 1          | 2     | 1     | 0              | 0              | 3      | 0      | 31     | 2      |
| 2018/19                         | VfB Lübeck       | Regionalliga Nord           | 31         | 13         | 0     | 0     | 0              | 0              | 3      | 4      | 34     | 17     |
| 2019/20                         | VfB Lübeck       | Regionalliga Nord           | 25         | 16         | 1     | 1     | 0              | 0              | 2      | 1      | 28     | 18     |
| 2020/21                         | Holstein Kiel    | 2. Bundesliga               | 15         | 2          | 0     | 0     | 0              | 0              | 0      | 0      | 15     | 2      |
| 2021/22                         | Holstein Kiel    | 2. Bundesliga               | 7          | 0          | 0     | 0     | 0              | 0              | 3      | 2      | 10     | 2      |
| 2022/23                         | → Dynamo Dresden | 3. Liga                     | 36         | 25         | 1     | 0     | 0              | 0              | 2      | 6      | 39     | 31     |
| 2023/24                         | 1. FC Magdeburg  | 2. Bundesliga               | 9          | 2          | 3     | 0     | 0              | 0              | 0      | 0      | 12     | 2      |
| 2023/24                         | → Dynamo Dresden | 3. Liga                     | 13         | 0          | 0     | 0     | 0              | 0              | 1      | 0      | 14     | 0      |
| 2022/23                         | Rot-Weiss Essen  | 3. Liga                     | 16         | 4          | 1     | 0     | 0              | 0              | 4      | 1      | 21     | 5      |
| Carrière totaal                 | Carrière totaal  | Carrière totaal             | 296        | 116        | 8     | 2     | 0              | 0              | 24     | 18     | 328    | 136    |
| Bijgewerkt tot 26 december 2024 |                  |                             |            |            |       |       |                |                |        |        |        |        |

- In het seizoen 2015/16 speelde Arslan één wedstrijd in de Bundesliga mee in het eerste elftal van Hamburger SV;
- In de seizoenen 2016/17 en 2017/18 speelde hij namens VfL Osnabrück mee in de Niedersachsenpokal;
- In de seizoenen 2018/19 en 2019/20 speelde hij namens VfB Lübeck mee in de Schleswig-Holstein Pokal;
- In het seizoen 2021/22 speelde hij in het kader van zijn revalidatie een aantal wedstrijden met het tweede van Holstein Kiel;
- In de seizoenen 2023/23 en 2023/24 speelde hij namens Dynamo Dresden mee in de Sachsenpokal.
- Arslan speelde in het seizoen 2024/25 namens Rot-Weiss Essen mee in de Niederrheinpokal.

## Persoonlijk
Arslan is geboren in Duitsland en zijn ouders zijn van Turkse komaf. Hij bracht de eerste jaren van zijn leven door in de deelstaat Beieren voordat het gezin in 2001 naar Lübeck verhuisde.

## Erelijst
| Competitie                  |            |            |            |            |
| Competitie                  | Aantal     | Jaren      |            |            |
| VfB Lübeck                  | VfB Lübeck | VfB Lübeck | VfB Lübeck | VfB Lübeck |
| --------------------------- | ---------- | ---------- | ---------- | ---------- |
| Oberliga Schleswig-Holstein | 1x         | 2013/14    |            |            |
| Regionalliga Nord           | 1x         | 2019/20    |            |            |
| VfL Osnabrück               |            |            |            |            |
| Niedersachsenpokal          | 1x         | 2016/17    |            |            |